# Semaine 10
D'après la norme ISO 8601, une semaine débute un lundi et s'achève un dimanche, et une semaine dépend d'une année lorsqu'elle place une majorité de ses sept jours dans l'année en question, soit au moins quatre. Dès lors, la semaine 10 est la semaine du dixième jeudi de l'année. Ce faisant, elle suit la semaine 9 et précède la semaine 11 de la même année.
La semaine 10 est pratiquement toujours la semaine du 8 mars, sauf exceptionnellement, dans le cas d'une année bissextile commençant un jeudi.
Elle commence au plus tôt le 1er mars et au plus tard le 8 mars.
Elle se termine au plus tôt le 7 mars et au plus tard le 14 mars.

## Notations normalisées
La semaine 10 dans son ensemble est notée sous la forme W10 pour abréger.
| Jour de la semaine 10 | Notation |
| --------------------- | -------- |
| Lundi                 | W10-1    |
| Mardi                 | W10-2    |
| Mercredi              | W10-3    |
| Jeudi                 | W10-4    |
| Vendredi              | W10-5    |
| Samedi                | W10-6    |
| Dimanche              | W10-7    |

## Cas de figure
| Cas | Le dixième jeudi de l'année tombe… | Le 1er mars est… | L'année est une année… | La semaine 10 débute… | La semaine 10 s'achève… | Premier cas après 2008 |
| --- | ---------------------------------- | ---------------- | ---------------------- | --------------------- | ----------------------- | ---------------------- |
| 0   | Le 4 mars                          | Un lundi         | DC                     | Le lundi 1er mars     | Le dimanche 7 mars      | 2032                   |
| 1   | Le 5 mars                          | Un dimanche      | D ou ED                | Le lundi 2 mars       | Le dimanche 8 mars      | 2009                   |
| 2   | Le 6 mars                          | Un samedi        | E ou FE                | Le lundi 3 mars       | Le dimanche 9 mars      | 2014                   |
| 3   | Le 7 mars                          | Un vendredi      | F ou GF                | Le lundi 4 mars       | Le dimanche 10 mars     | 2013                   |
| 4   | Le 8 mars                          | Un jeudi         | G ou AG                | Le lundi 5 mars       | Le dimanche 11 mars     | 2018                   |
| 5   | Le 9 mars                          | Un mercredi      | A ou BA                | Le lundi 6 mars       | Le dimanche 12 mars     | 2017                   |
| 6   | Le 10 mars                         | Un mardi         | B ou CB                | Le lundi 7 mars       | Le dimanche 13 mars     | 2011                   |
| 7   | Le 11 mars                         | Un lundi         | C                      | Le lundi 8 mars       | Le dimanche 14 mars     | 2010                   |

1. 1 2 3  Dans ce cas, l'année compte une semaine 53.